# Pablo Casar Bustillo
Pablo Casar Bustillo (Cabezón de la Sal, 17 de setembre de 1978) és un futbolista càntabre, que ocupa la posició de defensa.

## Trajectòria
Sorgeix del planter del Racing de Santander. A la campanya 98/99 debuta amb el primer equip, tot jugant un partit a la màxima categoria. El 2002 es consolida al Racing, i la temporada 03/04 és titular disputant 32 partits i marcant un gol.
El 2005 deixa el Racing i passa pel Reial Valladolid, on només apareix en vuit ocasions. A l'any següent, s'incorpora al Deportivo Alavés. El defensa roman tres anys a l'equip basc, essent titular. El 2009 ha de deixar l'Alavés per la mala situació econòmica del club i marxa al Panthrakikos FC de la Super-lliga grega.